# Кармайкл (Каліфорнія)
Кармайкл (англ. Carmichael) — переписна місцевість (CDP) в США, в окрузі Сакраменто штату Каліфорнія. Населення — 79 793 особи (2020).

## Географія
Кармайкл розташований за координатами 38°38′6″ пн. ш. 121°19′27″ зх. д. / 38.63500° пн. ш. 121.32417° зх. д. (38.634876, -121.324219).  За даними Бюро перепису населення США в 2010 році переписна місцевість мала площу 35,72 км², з яких 35,04 км² — суходіл та 0,69 км² — водойми.

## Демографія
Згідно з переписом 2010 року, у переписній місцевості мешкали 61 762 особи в 26 036 домогосподарствах у складі 16 063 родин. Густота населення становила 1729 осіб/км².  Було 28165 помешкань (788/км²).
Расовий склад населення:
| - 80,6 % — білих - 4,8 % — чорних або афроамериканців - 4,3 % — азіатів - 0,9 % — корінних американців - 0,5 % — вихідців з тихоокеанських островів - 3,3 % — осіб інших рас |

До двох чи більше рас належало 5,7 %. Частка іспаномовних становила 11,7 % від усіх жителів.
За віковим діапазоном населення розподілялося таким чином: 21,1 % — особи молодші 18 років, 61,3 % — особи у віці 18—64 років, 17,6 % — особи у віці 65 років та старші. Медіана віку мешканця становила 42,4 року. На 100 осіб жіночої статі у переписній місцевості припадало 89,6 чоловіків;  на 100 жінок у віці від 18 років та старших — 86,1 чоловіків також старших 18 років.
Середній дохід на одне домашнє господарство  становив 79 723 долари США (медіана — 54 322), а середній дохід на одну сім'ю — 95 674 долари (медіана — 72 276). Медіана доходів становила 55 899 доларів для чоловіків та 47 439 доларів для жінок. За межею бідності перебувало 16,6 % осіб, у тому числі 24,6 % дітей у віці до 18 років та 7,9 % осіб у віці 65 років та старших.
Цивільне працевлаштоване населення становило 27 784 особи. Основні галузі зайнятості: освіта, охорона здоров'я та соціальна допомога — 23,5 %, науковці, спеціалісти, менеджери — 12,5 %, роздрібна торгівля — 11,4 %.